# Rubens Júnior
Rubens Rodrigues dos Santos Junior, mais conhecido como Rubens Júnior (Taubaté, 8 de janeiro de 1975) é um ex-futebolista brasileiro que atuava como lateral-esquerdo.
Atualmente segue sua meta de completar 1000 jogos festivos na carreira, participando de quase todos os eventos possíveis de fim de ano no país.

## Carreira
Começou a carreira no Taubaté, se destacou e, em 1995, foi contratado pelo Palmeiras.
No clube não conseguiu espaço, e foi emprestado ao Bragantino, em 1996, e Guarani, em 1997. Em 1998, durante um empréstimo ao Coritiba, o ala se destacou para o Brasil. Foi o grande destaque do time durante a campanha em que o clube foi o terceiro colocado na primeira fase e só foi eliminado pela Portuguesa, nas quartas de final do Brasileirão daquele ano.
Assim, foi reintegrado ao Palmeiras por Luiz Felipe Scolari. Após vencer a Libertadores com o clube, foi contratado pelo Porto.
Se tornou rapidamente titular da equipe e fez uma grande temporada no biênio 1999/2000, quando atuou em 28 partidas, marcou um gol e deu três assistências. Na temporada seguinte, porém, caiu de desempenho e atuou apenas em 9 jogos.
Chegou a ser emprestado ao Atlético-PR, onde foi campeão paranaense em 2000.
Na temporada 2001/2002, ainda que fosse reserva, atuou em alguns jogos pelo Porto.
Ainda foi emprestado ao Botafogo, em agosto de 2002, e ao Vitória de Guimarães, também de Portugal.
Retornou ao time B do Porto em 2005, mas não atuou mais pelos Dragões. Durante sua passagem pelo clube português, Rubens entrou em rota de colisão com a diretoria por diversas vezes. No total, contando todas as idas e vindas, atuou 62 vezes pelos portistas, marcando um gol e conquistou uma Taça de Portugal e uma Supercopa da Portugal.
Em 2005, atuou novamente pelo Coritiba.
Estreou no Corinthians em 2 de março de 2006, quando o Timão venceu Ituano por 3 a 2, em partida válida pelo Campeonato Paulista, realizada no estádio Novelli Junior. Em sua última partida disputada pelo Timão, o Corinthians venceu Ponte Preta por 1 a 0, em partida válida pelo Campeonato Brasileiro de 2006.
Pendurou as chuteiras em 2007, à época com 33 anos, após uma passagem sem muito destaque pelo Vasco, onde disputou 27 partidas e anotou três gols.
Após se aposentar, passou a atuar como DJ e lançou um CD com a participação da cantora Janies, sua cunhada.
Em setembro de 2017, assumiu a superintendência de futebol do EC Taubaté.

## Títulos
Palmeiras
- Supercopa São Paulo de Futebol Júnior de 1995
- Taça Libertadores da América de 1999[14]

Atlético Paranaense
- Campeonato Paranaense de 2000

Porto
- Taça de Portugal de 2000-01
- Supertaça de Portugal de 2000-01